# Magyarország az 1964. évi téli olimpiai játékokon
Magyarország az ausztriai Innsbruckban megrendezett 1964. évi téli olimpiai játékok egyik részt vevő nemzete volt, hat sportág, összesen tizennyolc versenyszámában huszonkét férfi és hat női, összesen huszonnyolc versenyző képviselte.
A magyar atléták nem szereztek érmet és pontot sem. Ez ugyanolyan, mint az előző, Squaw Valley-i olimpián elért eredmény. A megnyitóünnepségen a magyar zászlót a jégkorongozó Koutny Lajos vitte.

## Eredményesség sportáganként
Az alábbi táblázat összefoglalja a magyar versenyzők szereplését. A sportág neve mögött zárójelben lévő szám jelzi, hogy az adott szakág hány versenyszámában indult magyar sportoló.
Az egyes oszlopokban előforduló legmagasabb érték vagy értékek vastagítással kiemelve.

Az olimpiai pontok számát az alábbiak szerint lehet kiszámolni: 1. hely – 7 pont, 2. hely – 5 pont, 3. hely – 4 pont, 4. hely – 3 pont, 5. hely – 2 pont, 6. hely – 1 pont.
| Sportág            | Helyezések száma | Helyezések száma | Helyezések száma | Helyezések száma | Helyezések száma | Helyezések száma | Olimpiai pont | Indulók száma | Indulók száma | Indulók száma |
| Sportág            |                  |                  |                  | 4.               | 5.               | 6.               | Olimpiai pont | Férfi         | Nő            | Össz.         |
| Alpesisí (3)       | 0                | 0                | 0                | 0                | 0                | 0                | 0             | 0             | 1             | 1             |
| Gyorskorcsolya (7) | 0                | 0                | 0                | 0                | 0                | 0                | 0             | 2             | 1             | 3             |
| Jégkorong (1)      | 0                | 0                | 0                | 0                | 0                | 0                | 0             | 17            | 0             | 17            |
| Műkorcsolya (2)    | 0                | 0                | 0                | 0                | 0                | 0                | 0             | 1             | 1             | 2             |
| Sífutás (3)        | 0                | 0                | 0                | 0                | 0                | 0                | 0             | 0             | 3             | 3             |
| Síugrás (2)        | 0                | 0                | 0                | 0                | 0                | 0                | 0             | 2             | 0             | 2             |
|                    |                  |                  |                  |                  |                  |                  |               |               |               |               |
| Összesen           | 0                | 0                | 0                | 0                | 0                | 0                | 0             | 22            | 6             | 28            |

## Alpesisí
Női
| Versenyző       | Versenyszám      | 1. futam | 1. futam | 2. futam | 2. futam | Összesítés | Összesítés |
| Versenyző       | Versenyszám      | Idő      | Hely.    | Idő      | Hely.    | Idő        | Helyezés   |
| --------------- | ---------------- | -------- | -------- | -------- | -------- | ---------- | ---------- |
| Kővári Károlyné | Lesiklás         |          |          |          |          | 2:22,22    | 43.        |
| Kővári Károlyné | Műlesiklás       | 55,86    | 29.      | 59,05    | 26.      | 1:54,91    | 26.        |
| Kővári Károlyné | Óriás-műlesiklás |          |          |          |          | 2:19,24    | 41.        |

## Gyorskorcsolya
Férfi
| Versenyző      | Versenyszám | Eredmény | Helyezés |
| -------------- | ----------- | -------- | -------- |
| Ivánkai György | 500 m       | 44,3     | 40.      |
| Ivánkai György | 1500 m      | 2:19,9   | 38.      |
| Ivánkai György | 5000 m      | 8:19,4   | 26.*     |
| Ivánkai György | 10 000 m    | 17:47,3  | 33.      |
| Martos Mihály  | 500 m       | 44,0     | 37.      |
| Martos Mihály  | 1500 m      | 2:26,8   | 50.      |
| Martos Mihály  | 5000 m      | 8:47,1   | 41.      |

Női
| Versenyző      | Versenyszám | Eredmény | Helyezés |
| -------------- | ----------- | -------- | -------- |
| Ihász Sándorné | 500 m       | 50,9     | 25.*     |
| Ihász Sándorné | 1500 m      | 2:35,1   | 20.      |
| Ihász Sándorné | 3000 m      | 5:41,4   | 18.      |

* - egy másik versenyzővel azonos eredményt ért el

## Jégkorong
| Név              | Mérkőzések száma | Gólok száma | Helyezés |
| ---------------- | ---------------- | ----------- | -------- |
| Babán József     | 8                | 0           | 16.      |
| Bánkúti Árpád    | 8                | 2           | 16.      |
| Beszteri János   | 8                | 2           | 16.      |
| Bikár Péter      | 8                | 1           | 16.      |
| Boróczi Gábor    | 7                | 0           | 16.      |
| Jakabházy László | 4                | 0           | 16.      |
| Kertész József   | 6                | 0           | 16.      |
| Koutny Lajos     | 8                | 0           | 16.      |
| Losonci György   | 6                | 0           | 16.      |
| Lőrincz Ferenc   | 7                | 0           | 16.      |
| Orosz Károly     | 8                | 0           | 16.      |
| Raffa György     | 8                | 0           | 16.      |
| Rozgonyi György  | 8                | 4           | 16.      |
| Schwalm Béla     | 7                | 3           | 16.      |
| Vedres Mátyás    | 6                | 0           | 16.      |
| Ziegler János    | 6                | 0           | 16.      |
| Zsitva Viktor    | 8                | 3           | 16.      |

### Eredmények
Az időpontok helyi (UTC+1) idő szerint vannak megadva.
Selejtező
| 1964. január 28. | Szovjetunió (URS) | 19 – 1 (8–0, 6–0, 5–1) | Magyarország | Innsbruck |

|                            |       |          |  | Játékvezető: Wiking, Wilkert (SWE) |
| \| \| Gólok \| Zsitva 1 \| |       |          |  |                                    |
|                            |       |          |  |                                    |
|                            |       |          |  |                                    |
|                            | Gólok | Zsitva 1 |  |                                    |

Csoportkör
| 1964. január 30. 14:00 | Olaszország (ITA) | 6 – 4 (1–1, 3–2, 2–1) | Magyarország | Innsbruck |

|                                                 |       |                               |  | Játékvezető: Kuznyecov (URS), Wiking (SWE) |
| \| \| Gólok \| Bánkúti 2 Rozgonyi, Schwalm 1 \| |       |                               |  |                                            |
|                                                 |       |                               |  |                                            |
|                                                 |       |                               |  |                                            |
|                                                 | Gólok | Bánkúti 2 Rozgonyi, Schwalm 1 |  |                                            |

| 1964. február 1. 17:00 | Ausztria (AUT) | 3 – 0 (1–0, 0–0, 2–0) | Magyarország | Innsbruck |

|  |  |  |  | Játékvezető: Demetz (ITA), Zeller (EUA) |
|  |  |  |  |                                         |
|  |  |  |  |                                         |
|  |  |  |  |                                         |

| 1964. február 3. 14:00 | Lengyelország (POL) | 6 – 2 (3–1, 2–1, 1–0) | Magyarország | Innsbruck |

|                                     |       |                   |  | Játékvezető: Kuhnert (AUT), Viitala (FIN) |
| \| \| Gólok \| Beszteri, Bikár 1 \| |       |                   |  |                                           |
|                                     |       |                   |  |                                           |
|                                     |       |                   |  |                                           |
|                                     | Gólok | Beszteri, Bikár 1 |  |                                           |

| 1964. február 5. 20:00 | Norvégia (NOR) | 6 – 1 (3–0, 2–0, 1–1) | Magyarország | Innsbruck |

|                              |       |            |  | Játékvezető: Pokorny (TCH), Zeller (EUA) |
| \| \| Gólok \| Rozgonyi 1 \| |       |            |  |                                          |
|                              |       |            |  |                                          |
|                              |       |            |  |                                          |
|                              | Gólok | Rozgonyi 1 |  |                                          |

| 1964. február 6. 14:00 | Jugoszlávia (YUG) | 4 – 2 (2–2, 1–0, 1–0) | Magyarország | Innsbruck |

|                                       |       |                     |  | Játékvezető: Moser, Valentin (AUT) |
| \| \| Gólok \| Rozgonyi, Schwalm 1 \| |       |                     |  |                                    |
|                                       |       |                     |  |                                    |
|                                       |       |                     |  |                                    |
|                                       | Gólok | Rozgonyi, Schwalm 1 |  |                                    |

| 1964. február 8. 17:30 | Japán (JPN) | 6 – 2 (1–1, 1–1, 4–0) | Magyarország | Innsbruck |

|                                       |       |                     |  | Játékvezető: Grillmayer, Kuhnert (AUT) |
| \| \| Gólok \| Beszteri, Schwalm 1 \| |       |                     |  |                                        |
|                                       |       |                     |  |                                        |
|                                       |       |                     |  |                                        |
|                                       | Gólok | Beszteri, Schwalm 1 |  |                                        |

| 1964. február 9. 10:00 | Románia (ROU) | 8 – 3 (3–2, 3–1, 2–0) | Magyarország | Innsbruck |

|                                       |       |                     |  | Játékvezető: Demetz (ITA), Kerkos (YUG) |
| \| \| Gólok \| Zsitva 2 Rozgonyi 1 \| |       |                     |  |                                         |
|                                       |       |                     |  |                                         |
|                                       |       |                     |  |                                         |
|                                       | Gólok | Zsitva 2 Rozgonyi 1 |  |                                         |

Végeredmény
| Csapat        | M | Gy | D | V | G+ | G– | Gk  | P  |
| ------------- | - | -- | - | - | -- | -- | --- | -- |
| Lengyelország | 7 | 6  | 0 | 1 | 40 | 13 | +27 | 12 |
| Norvégia      | 7 | 5  | 0 | 2 | 40 | 19 | +21 | 10 |
| Japán         | 7 | 4  | 1 | 2 | 35 | 31 | +4  | 9  |
| Románia       | 7 | 3  | 1 | 3 | 31 | 28 | +3  | 7  |
| Ausztria      | 7 | 3  | 1 | 3 | 24 | 28 | –4  | 7  |
| Jugoszlávia   | 7 | 3  | 1 | 3 | 29 | 37 | –8  | 7  |
| Olaszország   | 7 | 2  | 0 | 5 | 24 | 42 | –18 | 4  |
| Magyarország  | 7 | 0  | 0 | 7 | 14 | 39 | –25 | 0  |

| Csapat       | Helyezés |
| ------------ | -------- |
| Magyarország | 16.      |

## Műkorcsolya
| Versenyző      | Versenyszám  | Kötelező elemek   | Kötelező elemek | Kűr               | Kűr   | Összesítés                     | Összesítés                     | Összesítés                     | Összesítés                     | Összesítés                     | Összesítés                     | Összesítés                     | Összesítés                     | Összesítés                     | Összesítés        | Összesítés        | Összesítés  | Összesítés | Összesítés |
| Versenyző      | Versenyszám  | Kötelező elemek   | Kötelező elemek | Kűr               | Kűr   | Helyezési pontszámok bírónként | Helyezési pontszámok bírónként | Helyezési pontszámok bírónként | Helyezési pontszámok bírónként | Helyezési pontszámok bírónként | Helyezési pontszámok bírónként | Helyezési pontszámok bírónként | Helyezési pontszámok bírónként | Helyezési pontszámok bírónként | Több. hely. száma | Több. hely. össz. | Hely. össz. | Pont       | Helyezés   |
| Versenyző      | Versenyszám  | Több. hely. száma | Hely.           | Több. hely. száma | Hely. | 1                              | 2                              | 3                              | 4                              | 5                              | 6                              | 7                              | 8                              | 9                              | Több. hely. száma | Több. hely. össz. | Hely. össz. | Pont       | Helyezés   |
| -------------- | ------------ | ----------------- | --------------- | ----------------- | ----- | ------------------------------ | ------------------------------ | ------------------------------ | ------------------------------ | ------------------------------ | ------------------------------ | ------------------------------ | ------------------------------ | ------------------------------ | ----------------- | ----------------- | ----------- | ---------- | ---------- |
| Ébert Jenő     | Férfi egyéni | 5×22+             | 22.             | 5×18,5+           | 18.   | 18,0                           | 20,0                           | 21,0                           | 21,0                           | 23,0                           | 22,0                           | 21,0                           | 22,0                           | 20,0                           | 6×21+             | 121,0             | 188,0       | 1586,9     | 21.        |
| Almássy Zsuzsa | Női egyéni   | 6×20+             | 20.             | 5×14+             | 14.   | 13,0                           | 16,0                           | 23,0                           | 16,0                           | 18,0                           | 15,0                           | 17,0                           | 21,0                           | 20,0                           | 5×17+             | 77,0              | 159,0       | 1702,2     | 17.        |

## Sífutás
Női
| Versenyző                                  | Versenyszám    | Eredmény  | Helyezés |
| ------------------------------------------ | -------------- | --------- | -------- |
| Balázs Éva                                 | 10 km          | 46:04,7   | 19.      |
| Hemrik Ferencné                            | 5 km           | 21:26,7   | 29.      |
| Tarnai Sándorné                            | 10 km          | 48:18,9   | 30.      |
| Balázs Éva Tarnai Sándorné Hemrik Ferencné | 3 × 5 km váltó | 1:10:16,3 | 8.       |

## Síugrás
| Versenyző     | Versenyszám | 1. ugrás | 1. ugrás | 1. ugrás | 2. ugrás | 2. ugrás | 2. ugrás | 3. ugrás | 3. ugrás | 3. ugrás | Összesítés | Összesítés |
| Versenyző     | Versenyszám | Távolság | Pont     | Hely.    | Távolság | Pont     | Hely.    | Távolság | Pont     | Hely.    | Pont       | Helyezés   |
| ------------- | ----------- | -------- | -------- | -------- | -------- | -------- | -------- | -------- | -------- | -------- | ---------- | ---------- |
| Csávás László | Normálsánc  | 66,0     | (80,5)   | 51.      | 69,0     | 86,1     | 49.      | 67,0     | 84,8     | 49.      | 170,9      | 52.        |
| Csávás László | Nagysánc    | 75,0     | (81,4)   | 47.      | 74,0     | 83,9     | 45.*     | 71,0     | 85,9     | 37.*     | 169,8      | 49.        |
| Gellér László | Normálsánc  | 74,0     | (63,7)~  | 53.      | 74,5     | 97,9     | 32.      | 72,0     | 91,6     | 43.*     | 189,5      | 42.        |
| Gellér László | Nagysánc    | 87,0     | (65,6)~  | 50.      | 82,0     | 95,3     | 32.      | 77,5     | 92,1     | 25.      | 187,4      | 34.        |

* - egy másik versenyzővel azonos eredményt ért el

~ - az ugrás során elesett